# Мухаммад X аль-Ахнаф
Мухаммад X аль-Ахнаф (1415—1454) — правитель Гранадского эмирата из династии Насридов (1445, 1446—1447).

## Биография
Сын принца Османа и внук гранадского эмира Юсуфа III ан-Насира (1376—1417), правившего в 1408—1417 годах.
Во время гражданской войны в Гранадском эмирате в 1431 году Мухаммад аль-Ахнаф был назначен командующим армией Насридов. 1 июля 1431 году в битве у Ихерелы Мухаммад аль-Ахнаф (Хромой) командовал гранадским войском, которые было наголову разгромлено кастильской армией под командованием Альваро де Луна.
В декабре 1431 года сторонники претендента Юсуфа IV захватили Гранаду и эмирский дворец — Альгамбру. 1 января 1432 года Юсуф IV был объявлен эмиром в Гранаде. Свергнутый эмир Мухаммад IX аль-Галиб бежал со своими сторонниками из столицы в Альмерию, а затем в Малагу, где местное население его поддерживало.
В феврале 1432 года Мухаммад Хромой во главе войска занимает Гранаду. Эмир Юсуф IV и его сторонники укрепились в Альгамбре и попросили помощи у короля Кастилии. В марте того же года кастильское войско, отправленное на помощь Юсуфу, было разбито в Веге Мухаммадом Хромым. В апреле 1432 года эмир Юсуф IV вынужден был сдаться Мухаммаду IX, который приказал его казнить. Мухаммад IX аль-Галиб вернул себе трон и назначает своего племянника Мухаммада аль-Ахнафа губернатором Альмерии.
В январе 1445 года Мухаммад X аль-Ахнаф захватил эмирский престол в Гранаде, свергнув своего дядю Мухаммада IX. Вскоре в Гранадском эмирате началась гражданская война между Мухаммадом IX и его племянниками, Юсуфом V и Мухаммадом X.
В июне того же 1445 года под давлением рода Абенсераги и Кастилии Мухаммад X вынужден был уступить престол своему сопернику Юсуфу Абу аль-Хаджаджу, который принял имя Юсуф V. Он процарствовал в Гранаде только шесть месяцев.
В январе [1446 год]а Мухаммад X аль-Ахнаф вторично занял эмирский престол в Гранаде, отстранив от власти Юсуфа V. В декабре 1447 или начале 1448 года Мухаммад IX аль-Галиб в четвертый раз вернул себе эмирский трон, изгнав из столицы своего племянника Мухаммада X.